# Estnischer Fußballpokal 2002/03
Der Estnische Fußballpokal 2002/03 war die 13. Austragung des estnischen Pokalwettbewerbs der Männer. Das Finale fand am 27. Mai 2003 statt.
Pokalsieger wurde der FC TVMK Tallinn.

## Teilnehmende Teams
- Meistriliiga (8 Teams): FC Flora Tallinn, FC Levadia Maardu, FC Levadia Pärnu, FC Levadia Tallinn, FC Lootus Kohtla-Järve, JK Trans Narva, FC TVMK Tallinn, Viljandi JK Tulevik

- Esiliiga (7 Teams): FC Elva, JK Kalev Sillamäe, FC Kuressaare, JK Merkuur Tartu, Maardu JK, Tallinna JK, FC Valga

- II Liiga (5 Teams): FC Ajax Estel Tallinn, HÜJK Emmaste, FS Junior Maardu, JK Pärnu Tervis, Sörve JK

- III Liiga (2 Teams): FC Hansa United, FC Lelle

- IV Liiga (2 Teams): Lelle SK, FC Toompea

## 1. Runde
Teilnehmer: Neun Teams der drittklassigen II Liiga bzw. tiefer, sowie sieben Zweitligisten.
| Datum      |                       | Ergebnis |                   |
| ---------- | --------------------- | -------- | ----------------- |
| 12.10.2002 | FC Toompea            | 0:3      | JK Merkuur Tartu  |
| 12.10.2002 | FC Lelle              | 00:10    | FC Kuressaare     |
| 12.10.2002 | Sörve JK              | 7:3      | FC Hansa United   |
| 13.10.2002 | Lelle SK              | 1:2      | JK Kalev Sillamäe |
| 13.10.2002 | FS Junior Maardu      | 1:5      | FC Elva           |
| 13.10.2002 | FC Ajax Estel Tallinn | 1:0      | Maardu JK         |
| 23.10.2002 | HÜJK Emmaste          | 0:5      | FC Valga          |
| 23.10.2002 | JK Pärnu Tervis       | 3:2      | Tallinna JK       |

## Achtelfinale
Teilnehmer: Die acht Sieger der 1. Runde und alle acht Erstligisten 2002.
| Datum      |                       | Ergebnis  |                        |
| ---------- | --------------------- | --------- | ---------------------- |
| 09.11.2002 | JK Merkuur Tartu      | 1:7       | FC TVMK Tallinn        |
| 09.11.2002 | JK Pärnu Tervis       | 0:7       | JK Trans Narva         |
| 09.11.2002 | FC Valga              | 2:0 n. V. | FC Levadia Pärnu       |
| 09.11.2002 | FC Elva               | 1:2       | FC Levadia Maardu      |
| 09.11.2002 | JK Kalev Sillamäe     | 0:6       | Viljandi JK Tulevik    |
| 09.11.2002 | FC Kuressaare         | 3:4       | FC Lootus Kohtla-Järve |
| 09.11.2002 | FC Ajax Estel Tallinn | 0:3       | FC Flora Tallinn       |
| 10.11.2002 | Sörve JK              | 1:4       | FC Levadia Tallinn     |

## Viertelfinale
Der FC Valga war der letzte verbliebene Zweitligist.
| Datum             |                        | Gesamt |                     | Hinspiel | Rückspiel |
| ----------------- | ---------------------- | ------ | ------------------- | -------- | --------- |
| 23.04./10.05.2003 | FC Flora Tallinn       | 10:10  | FC Valga            | 5:1      | 5:0       |
| 23.04./11.05.2003 | FC Lootus Kohtla-Järve | 00:15  | FC TVMK Tallinn     | 0:7      | 0:8       |
| 24.04./10.05.2003 | JK Trans Narva         | 3:2    | Viljandi JK Tulevik | 0:2      | 3:0       |
| 24.04./11.05.2003 | FC Levadia Tallinn     | 4:2    | FC Maardu           | 3:2      | 1:0       |

## Halbfinale
| Datum             |                  | Gesamt          |                    | Hinspiel | Rückspiel |
| ----------------- | ---------------- | --------------- | ------------------ | -------- | --------- |
| 08.05./18.05.2003 | FC TVMK Tallinn  | 4:3             | JK Trans Narva     | 2:2      | 2:1       |
| 09.05./18.05.2003 | FC Flora Tallinn | 3:3 (5:4 i. E.) | FC Levadia Tallinn | 2:1      | 1:2 n. V. |

## Finale
| Paarung          | FC TVMK Tallinn – FC Flora Tallinn |
| Ergebnis         | 2:2 n. V. (2:2, 1:1), 4:1 i. E. |
| Datum            | 27. Mai 2003 |
| Stadion          | Kadrioru staadion, Tallinn |
| Zuschauer        | 1.200 |
| Schiedsrichter   | Margus Kotter |
| Tore             | 1:0 Maksim Smirnov (33.) 1:1 Andrei Stepanov (37.) 1:2 Tomas Sirevicius (70.) 2:2 Andrei Krõlov (78.) Elfmeterschießen: 1:0 Jevgeni Kurjanov Vjatšeslav Zahovaiko (gehalten) 2:0 Maksim Kisseljov 2:1 Martin Reim 3:1 Andrei Kostin Aleksandr Kulik (gehalten) 4:1 Andrei Krõlov               |
| FC TVMK Tallinn  | Sergei Ussoltsev – Anton Mõkolenko (75. Andrei Kostin), Toomas Kallaste, Eduard Sarajev, Jevgeni Kurjanov – Anton Paitsev, (75. Vaagn Arutjunjan), Liivo Leetma, Andrei Borissov, Maksim Smirnov – Andrei Krõlov, Deniss Malov (113. Maksim Kisseljov) Cheftrainer: Sergei Ratnikov            |
| FC Flora Tallinn | Martin Kaalma – Teet Allas, Andrei Stepanov, Tomas Sirevicius, Erko Saviauk – Martin Reim, Kert Haavistu (68. Ott Reinumäe), Marko Kristal (85. Meelis Rooba), Tor Henning Hamre – Vjatšeslav Zahovaiko, Aleksandr Tarassenkov (101. Aleksandr Kulik) Cheftrainer: Arno Pijpers ( Niederlande) |
| Gelbe Karten     | Andrei Krõlov, Anton Mõkolenko, Liivo Leetma, Deniss Malov – Kert Haavistu, Tomas Sirevicius, Marko Kristal |